# Giordano Bruno
Giordano Bruno (în limba italiană: Iordanus Brunus Nolanus; n. ianuarie 1548, Nola, Campania, Italia – d. 17 februarie 1600, Roma, Statele Papale), născut Filippo Bruno, a fost un teolog și filozof umanist italian din epoca Renașterii. Condamnat și ars pe rug de Inchiziție pentru concepția sa panteistă și pentru convingerea asupra infinității universului, idei considerate eretice, numele lui a devenit sinonim cu cel de victimă a obscurantismului.
Născut la Nola în provincia Campania din sudul Italiei, adevăratul său nume era Filippo. Și-a luat numele de Giordano când a devenit călugăr dominican în mănăstirea "San Domenico" din apropierea orașului Napoli. În 1572 a devenit preot. În mănăstire studiază filosofia lui Platon și Aristotel precum și operele teologice ale lui Toma de Aquino. Este atras însă și de scrierile ermetice de origine egipteană și elenistică, care circulau în acel timp. Fiind încă din tinerețe un gânditor liber și un non-conformist, care nu se împăca cu regulile stricte ale ordinului călugăresc, este nevoit în 1575 să fugă din mănăstire, pentru a scăpa de acuzațiile de erezie ce îi erau aduse. Se stabilește pentru o scurtă perioadă la Geneva, unde devine calvinist, dar este și aici excomunicat și se refugiază în Franța.
În Franța rămâne timp de șapte ani, la Toulouse și Paris, apoi la Londra între 1583 și 1585, sub protecția ambasadorului francez și a poetului englez Philip Sydney. În acești ani are o activitate prodigioasă, scrie peste 20 de lucrări, printre care dialogurile "De l'infinito, universo e mondi" ("Despre infinitatea universului și a lumilor", 1584), "De la causa, principio e uno" ("Despre cauză, început și unitate", 1584). Giordano Bruno susține că stelele sunt asemănătoare soarelui, că universul este infinit și conține un număr infinit de lumi populate de ființe inteligente. În "Cena de le Cenere" ("Cina cenușii", 1585) expune teoriile lui Copernic, totuși într-o formă confuză, iar în lucrarea "Gli eroici furori" ("Pasiunile eroice" 1585) apără iubirea platonică prin care omul se apropie de Dumnezeu. În 1586, după o dispută pe teme teologice, părăsește Franța și, după multe peregrinări, se stabilește la Helmstedt în Germania, unde reușește să tipărească mai multe lucrări. Dar și aici intră în conflict cu autoritățile religioase, de data aceasta protestante.
În 1591 acceptă o invitație a nobilului venețian, Giovanni Moncenigo, și revine în Italia, la Veneția, unde dă lecții ca profesor particular, este însă arestat de Inchiziție, care îl extrădează la Roma. După șase ani de detenție, în care timp este supus la nesfârșite interogatorii, fiind acuzat de blasfemie, comportament imoral și erezie, este adus în fața tribunalului inchizitorial, prezidat de cardinalul Bellarmino. Refuzând să-și abjure convingerile, este condamnat pentru erezie și ars pe rug la 17 februarie 1600 în piața "Campo dei Fiori" din Roma. Toate operele sale au fost interzise și, în 1603, au fost puse la index ("Index librorum prohibitorum"). Împreună cu constrângerea lui Galileo Galilei de a-și abjura public în 1633 propriile convingeri, condamnarea lui Giordano Bruno constituie unul din momentele cele mai întunecate ale Contrareformei catolice. La locul martiriului său, în piața "Campo dei Fiori", administrația orașului Roma i-a ridicat la sfârșitul secolului al XIX-lea o statuie, dedicată libertății de gândire. La patru sute de ani după executarea sa, Biserica Catolică, prin glasul papei Ioan Paul al II-lea, și-a exprimat „profunda durere”, regretând eroarea comisă prin condamnarea la moarte a lui Giordano Bruno. Gândirea sa a influențat filosofia din timpurile ce i-au urmat, în special pe filosoful olandez Baruch Spinoza, care în secolul al XVII-lea a anticipat dezvoltarea monismului, ca mod de reprezentare a lumii.

## Despre principii și cauze
În concepția lui Giordano Bruno există un principiu prim și o cauză primă însă cunoașterea lor este extrem de dificilă. Datorită faptului că lucrurile depind de principiul prim și cauza primă ele nu pot să nu fie raportate și la acest principiu și această cauză, dar cunoașterea unora nu duce neapărat la cunoașterea celorlalte întrucât nu există o relație atât de directă. Principiul prim și cauza primă nu se pot deduce din cunoașterea lucrurilor dependente. Filosoful afirmă că noi nu cunoaștem universul decât într-un mod mai puțin eficient, cel al urmei, acest lucru însemnând că nu putem cunoaște substanța și esența principiului prim, Ființa absolută, putem să cunoaștem doar calitățile particulare ale substanței și accidentele. Dumnezeu este principiul prim și cauza primă, El este deasupra simțurilor și intelectului nostru, noi putem înțelege și cunoaște ceea ce este creat de El, dar nu și pe Dumnezeu în sine. El ajunge la concluzia că este mai bine să ne preocupăm de cercetarea urmei lor, care este fie natura fie, strălucește în ea și în ființa ei.
Giordano Bruno face de asemenea diferențierea între principiu și cauză. Așadar, termenul principiu desemnează ceea ce este intrinsec unui lucru și contribuie la constituirea lui, persistând în efect. Este ceea ce se poate spune despre materie și formă sau despre elementele din care este compus un lucru. Cauza este ceea ce contribuie din afară la producerea unui lucru, aceasta există în exteriorul lucrului compus și lucrul îi este subordonat. Cauza este de două feluri: eficientă și finală. În ceea ce privește cauza eficientă el spune că eficientul fizic al universului ar fi intelectul universal, care este principala facultate a sufletului lumii. Acest intelect universal umple și luminează totul și călăuzește natura. Există trei feluri de intelect: cel divin, care este totul; cel al lumii, care face totul și cel individual, care devine totul. Acest ultim tip de intelect este un termen mijlociu între extreme care este adevărata cauză eficientă extrinsecă, dar în același timp intrinsecă a tuturor lucrurilor naturale. El numește mai departe intelectul eficient cauză extrinsecă deoarece existența sa e distinctă de substanța și esența efectelor, adică a lucrurilor și spre deosebire de lucruri nici nu se naște și nici nu moare. Este însă cauză intrinsecă prin felul în care acționează. În ceea ce privește cauza formală aceasta este rațiunea ideală care pentru a putea produce toate speciile și să poată să le treacă de la potența materiei la act trebuie să le conțină deja pe toate încă dinainte, conform unei anumite rațiuni formale. El are în vedere două feluri de forme: una, care nu este cauză eficientă, dar prin care cauza eficientă poate să acționeze și alta, care este principiu și pe care cauza eficientă îl scoate la iveală dinăuntrul materiei.